# Adhesión de Taiwán a la República de China
La adhesión de Taiwán a la República de China, conocida como día de la Retrocesión, es el nombre que se le da al suceso histórico desarrollado el 25 de octubre de 1945, así como al feriado no oficial y anteriormente reconocido que se desarrolla en Taiwán para conmemorar el fin del dominio japonés de las islas de Formosa y Pescadores. Sin embargo, la idea de la "retrocesión de Taiwán" está en disputa, especialmente por el estatus político ambiguo de la isla, así como la confrontación entre la República de China y la República Popular China en la política de «una sola China».

## Antecedentes históricos

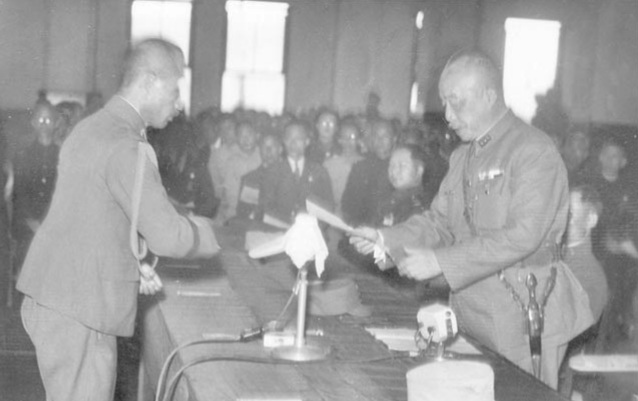
Jefe ejecutivo de la provincia de Taiwán Chen Yi (derecha) aceptando el recibo de la Orden n.º 1 firmada por Rikichi Andō (izquierda), el último gobernador general japonés de Taiwán, el militar chino en nombre de las Fuerzas Armadas de la República de China en el Ayuntamiento de Taipéi.

Taiwán, entonces más conocido en el mundo occidental como "Formosa", se convirtió en una colonia del Imperio del Japón cuando la Dinastía Qing perdió la primera guerra sino-japonesa en 1894 y cedió la isla con la firma del tratado de Shimonoseki de 1895. El dominio japonés de Taiwán duró hasta el final de la Segunda Guerra Mundial en Asia.
En noviembre de 1943, Chiang Kai-shek participó en la conferencia de El Cairo con Franklin D. Roosevelt y Winston Churchill, quienes defendieron firmemente que se exigiera a Japón que devolviera todo el territorio que había anexado, incluidos Taiwán y Penghu (islas Pescadores). El artículo 8 de la declaración de Potsdam, redactada por los Estados Unidos, el Reino Unido y la República de China en julio de 1945, reiteró que las disposiciones de la declaración de El Cairo deben cumplirse cabalmente, y el Instrumento de rendición japonés estableció el acuerdo de Tokio con los términos de la declaración de Potsdam.
Bajo la autorización de la Orden General n.º 1 del general estadounidense Douglas MacArthur, Chen Yi (director ejecutivo de la provincia de Taiwán) fue escoltado por George H. Kerr a la isla de Taiwán para aceptar la rendición del gobierno japonés como delegado chino. Cuando los japoneses se rindieron al final de la Segunda Guerra Mundial, el general japonés Rikichi Andō, gobernador general de Taiwán y comandante en jefe de todas las fuerzas imperiales en la isla, firmó un instrumento de rendición y se lo entregó al nuevo gobernador general de Taiwán, Chen Yi, en representación de las Fuerzas Armadas de la República de China para completar la rotación oficial en Taipéi (conocido durante la ocupación como Taihoku) el 25 de octubre de 1945, en el Ayuntamiento de Taipéi (ahora Zhongshan Hall). Chen Yi proclamó ese día como el "Día de la Retrocesión" y organizó la isla en la provincia de Taiwán de la República de China. Desde entonces, Taiwán ha sido gobernado por el Gobierno de la República de China desde antes de 1949.

## Controversia
- El historiador taiwanés Jim Lee afirma lo siguiente: Después de que terminó la Segunda Guerra Mundial, funcionarios de la República de China viajaron a Taiwán para aceptar la rendición de las fuerzas japonesas en nombre de los Aliados. Aunque afirmaron que se trataba de una "retrocesión de Taiwán", en realidad se trataba de una ocupación militar provisional y no de una transferencia de territorios de Formosa y Penghu. Una transferencia de territorio requiere la conclusión de un tratado internacional para ser válida. Pero antes de que el gobierno de la República de China pudiera concluir un tratado con Japón, fue derrocado por el Partido Comunista de China y huyó de su territorio. En consecuencia, eso contribuyó a la controversia sobre el "Estatus indeterminado de Taiwán" y la controversia sobre la "Retrocesión de Taiwán".[3]

- La posición oficial del Gobierno de la República Popular China como sucesor de la histórica República de China hasta 1949 es que Taiwán y Penghu fueron devueltos a la República de China de acuerdo con los términos del Instrumento de rendición japonés de 1945, que estipuló el cumplimiento de Japón con los términos de la declaración de Potsdam. En Potsdam, a su vez, incluía los términos de la declaración de El Cairo, que requería que Japón devolviera todos los territorios conquistados a China (entendiéndose el conjunto de «China» como sinónimo de la República Popular China), incluidos Taiwán y las islas Pescadores.[4]

- El Partido Progresista Democrático, que rechaza la idea de que la China continental recupere la isla de Taiwán, minimizó el evento durante sus dos presidencias.[5][6] Debido a que los funcionarios de la República de China que aceptaron la rendición de las fuerzas japonesas en 1945 eran todos representantes de los Aliados de la Segunda Guerra Mundial,[7] hay opiniones de que las fuerzas japonesas en Taiwán en realidad se rindieron a los Aliados, no a la República de China, y, por lo tanto, el llamado "Día de la Retrocesión de Taiwán" es simplemente el "Día de las Entregas de las Fuerzas Japonesas a los Aliados", que marcó el comienzo de la ocupación militar y no fue una retrocesión. Las opiniones creen además que "Retrocesión de Taiwán" es un término engañoso.[8][9][10][11]

- Escribiendo en el American Journal of International Law en julio de 2000, Jonathan I. Charney y J. R. V. Prescott sostuvieron que el Kuomintang (RDCh) comenzó una ocupación militar de Taiwán en 1945 como resultado de la rendición de Japón,[12] y que ninguno de los tratados de paz posteriores a la Segunda Guerra Mundial cedieron explícitamente la soberanía sobre Formosa y las Islas Pescadores a cualquier estado o gobierno específico.

- Todavía en noviembre de 1950, el Departamento de Estado de los Estados Unidos anunció que aún no se había producido ningún acto formal que restableciera la soberanía sobre Formosa y las islas Pescadores a la República de China;[13] los funcionarios británicos reiteraron este punto de vista en 1955, diciendo que "Los nacionalistas chinos [refiriéndose al Kuomintang] comenzaron una ocupación militar de Formosa y los Pescadores en 1945. Sin embargo, estas áreas estuvieron bajo soberanía japonesa hasta 1952.”[14]

## Punto de vista de la independencia de Taiwán
Los partidarios de la independencia de Taiwán han argumentado que la retrocesión taiwanesa no era válida ya que no existe un precedente en el derecho internacional en el que un instrumento de rendición haya efectuado una transferencia de soberanía, y basan su creencia en parte tanto en un informe desclasificado de la CIA de marzo de 1949 que confirma que Taiwán no era parte de la República de China histórica y la declaración del presidente Harry S. Truman del 27 de junio de 1950 sobre el "estatus indeterminado" de Taiwán, que sostienen como prueba de las opiniones de los principales aliados. En un extenso ensayo legal publicado en Tokio en 1972, el presidente Ng Chiau-tong, del World United Formosans for Independence, analizó los registros parlamentarios británicos y otros documentos antes de concluir que el estatus legal de Taiwán era indeterminado.